# Меморіальний військовий цвинтар 1853 року
Меморіальний військовий цвинтар 1853 року (крим. 1853 yılnıñ arbiy memorial mezarlıq) — військовий цвинтар у Сімферополі, Автономна Республіка Крим, в Центральному районі.

## Опис
Військовий цвинтар знаходиться на дуже пересіченій місцевості і займає більшу частину східного схилу та частково західний схил Петрівської балки.
На цвинтарі поховано понад 36 тисяч (36300) воїнів російської армії, що померли від ран та хвороб у 1854–1855 рр. у період Кримської війни. 
На цвинтарі знаходиться могила генерал-лейтенанта О. К. Абрамова, командира 13-ї піхотної дивізії.
Закрито для поховань, площа 2.3888 га.

## Історія
У період першої оборони Севастополя (1854–1855) у місті Сімферополі функціонувало п'ять великих шпиталів. Померлих від ран і хвороб військовослужбовців ховали за 2 км від міста, у верхів'ях Петрівської балки. Тут було поховано близько 36 тисяч солдатів та генерал-лейтенант О. К. Абрамов, що помер у 1886 році. Усі братські та одиночні могили були безіменними, з кам'яними надгробками, надгробками і хрестами.
Архітектурно оформлено та упорядковано у другій половині XIX - початку XX століття. У шістдесяті роки дев'ятнадцятого століття було порушено питання про встановлення спільного пам'ятника воїнам. Ним стала тут невелика каплищя, яку освятили 1869 року.
Каплиця Святої Марії Магдалини на згадку про російських воїнів, що загинули в період Кримської війни, знаходилася в східній частині цвинтаря і була домінантою навколишнього ландшафту.
Трохи пізніше у 1887 році була освячена чотиригранна ступінчаста піраміда з діориту, увінчана хрестом, з епітафією «Від громадян Сімферополя над місцем поховання воїнів Кримської Армії, що загинули за Віру, Царя та Батьківщину у 1854 р. та 1855 році. Жовтня 5-го дня 1887». Цей пам'ятник став першим у Сімферополі спорудженим за «народною підпискою», тобто кожен городянин за бажанням своїм та можливостями міг пожертвувати на добру справу.
У 1886 р. з найвищого дозволу Алєксандра III на цвинтарі поховали учасника середньоазіатських походів російської армії, начальника Ферганської області, члена Російського Імператорського географічного товариства генерал-лейтенанта О. К. Абрамова, що помер у Сімферополі. Він став першим і єдиним військовим, який, не будучи учасником оборони Севастополя в роки Кримської війни, удостоєний честі бути відданим землі на Братському цвинтарі.
1903 року було встановлено огорожу (інкерманський камінь-вапняк, довжина східної стіни — 320 м, південної — близько 128 м). У північній частині огорожі були влаштовані металеві ковані двостулкові ворота, поруч була збудована одноповерхова кам'яна сторожка наглядача. Територія некрополя була впорядкована та озеленена. Щороку у Троїцьку суботу на цвинтарі відбувалася урочиста панахида. Військова почесна варта віддавала останні почесті полеглим. Цей порядок та традиції неухильно зберігалися до встановлення влади Рад.
Цвинтар було знищено у 30-х роках XX століття. Було розібрано каплицю, огорожу, будинок наглядача, вивезено пам'ятники. Після Другої світової війни тут була траса мотодрому ДТСААФ.
У 1969 році зруйнований цвинтар був взятий на державний облік як пам'ятка історії, в історично встановлених межах (крім північної частини некрополя, яка у післявоєнний період була забудована приватними одноповерховими житловими будинками).
1984 року Кримська обласна Рада народних депутатів прийняла розпорядження від 20.09.1984 № 594-р «Про реставрацію некрополя». Відновлення цвинтаря російських воїнів, у якому взяли участь Україна та Росія, почалося 1994 р. до Дня пам'яті воїнів, що загинули у Східній (Кримській) війні 1853–1856 рр.
9 вересня 2004 р. меморіальний комплекс, що включає храм св. Марії Магдалини, повністю відновлено та передано Сімферопольській та Кримській єпархії Української Православної Церкви.
У 2004 році Республіканський комітет з охорони культурної спадщини у рамках ювілейних заходів встановив 5 меморіальних дощок госпіталям, у яких у роки Кримської війни перебували на лікуванні воїни Російської армії.
На відновленій дошці збережена частина колишнього напису і шрифт - російська титульна в'язь, що використовувалася на першій табличці, встановленої в XIX ст. Уламки цієї дошки з мармуру з фрагментами тексту були виявлені на місці зруйнованої каплиці під час розкопок 1990 р., організованих істориком-краєзнавцем Володимиром Гурковичем.